# Rob Zombie
Rob Zombie (* 12. ledna 1965 Haverhill, Massachusetts, USA), vlastním jménem Robert Cummings, je americký heavymetalový zpěvák, filmový režisér a spisovatel.
Rob svoji kariéru zahájil v roce 1985 jako zpěvák kapely White Zombie. Jeho první album s touto kapelou vyšlo v roce 1987 a jmenovalo se Soul-Crusher. Následovalo Make Them Die Slowly v roce 1989 a La Sexorcisto v roce 1991. Rob s kapelou vydal ještě jedno album, které vyšlo v roce 1995 a jmenovalo se Astro Creep 2000.
Rob ovšem začal v srpnu roku 1997 pracovat na svém prvním sólovém albu. Práce na tomto albu trvala 10 měsíců a nakonec vyšlo 25. 8. 1998 pod názvem Hellbilly Deluxe a ihned se umístilo na 5. místě v prodejnosti. Nakonec bylo prodáno více než 3 miliony kusů této desky. Píseň Superbeast byla nominována na cenu Grammy za nejlepší hard rockovou píseň. Později vyšlo album American Made Music To Strip By, které je tvořeno remixy písní z alba Hellbilly Deluxe. Remix písně Dragula se dostal dokonce na soundtrack k filmu Matrix. Písně Demon Speeding a Feel So Numb se objevily také v počítačové hře FlatOut 2.
V roce 2000 Rob napsal novou píseň pojmenovanou Scum Of The Earth, která se objevila na soundtracku k filmu Mission Impossible 2. V roce 2003 vydal své nové sólové album, jehož název zní The Sinister Urge. Na vzniku tohoto alba se podíleli také: zpěvák Ozzy Osbourne, který s Robem Zombiem nazpíval píseň Iron Head (která je na albu The Sinister Urge), bývalý bubeník kapely Mötley Crüe Tommy Lee, kytarista kapely Slayer Kerry King, DJ Lethal a Beastie Boys' Mix Master Mike.
Rob Zombie se od roku 1982 hlásí k vegetariánství.

## Diskografie

### Alba s White Zombie
- 1985: Gods on Voodoo Moon
- 1986: Pig Heaven
- 1987: Psycho Head Blowout
- 1987: Soul-Crusher
- 1989: Make Them Die Slowly
- 1992: La Sexorcisto devil music vol. 1
- 1995: Astro Creep 2000
- 1996: Supersexy Swigin Sounds (album remixů Astro Creep 2000)
- 2008: Let Sleeping Corpses Lie (Box set album pro fanoušky 4cd + dvd)

### Sólová alba
- 1998: Hellbilly Deluxe
- 2001: The Sinister Urge
- 2006: Educated Horses
- 2010: Hellbilly Deluxe 2
- 2013 Venomous Rat Regeneration Vendor
- 2016 The Electric Warlock Acid Witch Satanic Orgy Celebration Dispenser
- 2021 The Lunar Injection Kool Aid Eclipse Conspiracy

### Kompilační / remix alba
- 1999: American Made Music to Strip by (album remixů Hellbilly Deluxe)
- 2003: Past, Present, Future
- 2006: The Best of Rob Zombie: The Millennium Collection
- 2007: Zombie Live
- 2010: Icon, Icon 2
- 2012: Mondo Sex Head (album remixů)
- 2015: Spookshow International live

## Filmografie
- Dům tisíce mrtvol (2003)
- Vyvrženci pekla (2005)
- Werewolf Women of the SS (2007)
- Halloween (2007)
- The Haunted World of El Superbeasto (scénář) (2008)
- Halloween 2 (2009)
- The Lords of Salem (2012)
- 31 (2016)
- 3 from Hell (2019)